# Uglavljivanje dragog kamenja
Uglavljivanje dragog kamenja  jedan je od važnijih postupaka koji se koriste kod izrade zlatnog ili srebrnog nakita. U Hrvatskoj se još uvijek koristi i njemački naziv za ovaj postupak - fasanje, a osoba koja radi ovaj posao naziva se faser. 

## Izvedbeni oblici
Prije svega razlikujemo 2 osnovne tehnike brušenja dragog kamenja - jastučasto, te u plohe brušeno drago kamenje. Dok se prvo uglavljuje pomoću jednostavne metalne trake, ovo potonje se najčešće uglavljuje u tzv. krunu. Pod krunom se ovdje podrazumijeva minijaturna košarica nalik na krunu, krakovi krune svijaju se prema unutra i tako drže sam kamen.

## Druge tehnike uglavljivanja dragog kamenja
Osim na traku i u krunu postoje još i sljedeći načini uglavljivanja dragog kamenja:

### Uglavljivanje u kanal
Kod ove se vrste uglavljivanja kamenje uglavljuje između 2 metalne trake koje čine kanal ili usjek. Ako postoje i prečkice koje dijele svako kućište za kamen tada se radi o uglavljivanju na prečke.

### Uglavljivanje direktno u metal
Na engleskom jeziku zovu ga bead setting, kamenčići se uglavljuju izravno u metal pomoću graverskih dlijeta.

### Uglavljivanje šaberom
Slično prethodnom ali ovdje se umjesto graverskih dlijeta koristi posebno oblikovani šaber.

### Kundan
Indijski način uglavljivanja dragog kamenja,kamen se u ćelije učvršćuje pomoću sabijene zlatne folije.